# Greta Söderman
Greta Lisa Söderman, född 13 november 1891 i Göteborg, död 9 oktober 1969 i Brännkyrka församling, var en svensk operasångerska (sopran).
Söderman var dotter till Carl August Söderman. Hon hade först för avsikt att bli pianist men började studera sång för fadern och antogs 1914 till Kungliga teaterns elevskola. Hon debuterade 1915 som Mimi i La bohème, och den stora framgång hon hade här resulterade i ett engagemang vid Kungliga Teatern, som med avbrott för studier i Frankrike och Italien som Jenny Lind-stipendiat 1920–1921 fortsatte till 1931. Hon drog sig därefter tillbaka till privatlivet, men 1950 gästspelade hon framgångsrikt på Stora teatern i Göteborg som Lady Billow i Albert Herring.
Under tiden vid Kungliga Teatern hade hon främst framgångar inom den italienska och franska repertoaren, samt som Mozart-sångerska. Hon gav även en mängd konserter och gästspel i svenska landsorten samt i Danmark, Finland, Italien, Österrike och Tjeckoslovakien. Under sin studievistelse i Paris erbjöds hon engagemang vid Stora Operan där men måste på grund av kontraktet med Kungliga Teatern avstå. Bland hennes roller märks Susanna i Figaros bröllop, Donna Elvira i Don Juan, Rosina i Barberaren i Sevilla, Verdis Gilda i Rigoletto, Leonora i Trubaduren, Violetta i Det lustiga kriget, titelrollen i Aida, Micaela i Carmen titelrollen i Manon Lescaut, titelrollen i Madama Butterfly och Vaino i Arnljot.
Hon fick Litteris et artibus 1924.
Söderman gifte sig första gången 1922 med läkaren John Carlo Ernst Octavio Hogner som avled 1931 och andra gången 1939 med direktören för AB Idealbygge Gösta Wilhelm Edlind.